# Nesomyidae
Nesomyidae é uma família de roedores africanos, podendo ser encontrados tanto no continente quanto em Madagascar.

## Classificação
- Família Nesomyidae Major, 1897
  - Subfamília Nesomyinae Major, 1897
    - Gênero Brachytarsomys Günther, 1875
    - Gênero Brachyuromys Major, 1896
    - Gênero Eliurus Milne-Edwards, 1885
    - Gênero Gymnuromys Major, 1896
    - Gênero Hypogeomys A. Grandidier, 1869
    - Gênero Macrotarsomys Milne-Edwards e G. Grandidider, 1898
    - Gênero Monticolomys Carleton e Goodman, 1996
    - Gênero Nesomys Peters, 1870
    - Gênero Voalavo Carleton e Goodman, 1998

  - Subfamília Petromyscinae Roberts, 1951
    - Gênero Petromyscus Thomas, 1926

  - Subfamília Cricetomyinae Roberts, 1951
    - Gênero Beamys Thomas, 1909
    - Gênero Cricetomys Waterhouse, 1840
    - Gênero Saccostomus Peters, 1846

  - Subfamília Delanymyinae Wilson e Reeder, 2005
    - Gênero Delanymys Hayman, 1962

  - Subfamília Dendromurinae G. M. Allen, 1939
    - Gênero Dendromus A. Smith, 1829
    - Gênero Dendroprionomys Petter, 1966
    - Gênero Malacothrix Wagner, 1843
    - Gênero Megadendromus Dieterlen e Rupp, 1978
    - Gênero Prionomys Dollman, 1910
    - Gênero Steatomys Peters, 1846

  - Subfamília Mystromyinae Vorontsov, 1966
    - Gênero Mystromys Wagner, 1841